# Белогорьевское сельское поселение
Белогорьевское сельское поселение — муниципальное образование в Подгоренском районе Воронежской области.
Административный центр — село Белогорье.

## Административное деление
В состав поселения входят:
- село Белогорье,
- хутор Кирпичи,
- хутор Морозовка,
- село Верхний Карабут.